# 垒壁阵增七
鲸鱼座5（鲸鱼座5，5 Cet，双鱼座AP，垒壁阵增七）是一个天琴座β变星，视星等为+6.1。虽然它在佛氏命名法中被冠以鲸鱼座，但它实际上位于双鱼座，靠近双鱼座与鲸鱼座的边界。它的变星名称是双鱼座AP。它距离地球约911光年。